# Anni 610
Gli anni 610 sono il decennio che comprende gli anni dal 610 al 619 inclusi.

## Eventi, invenzioni e scoperte

### Europa

#### Regno Franco

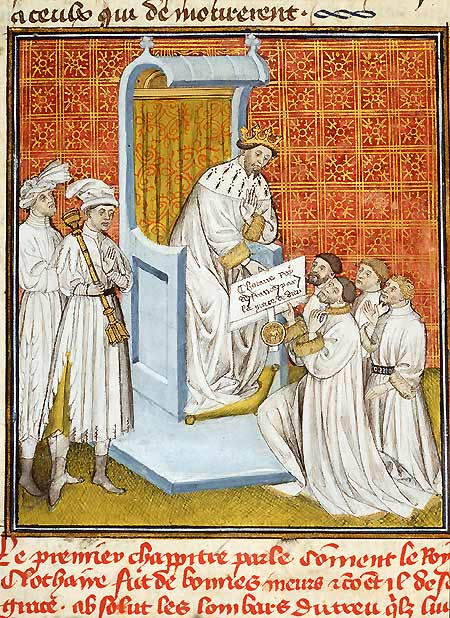
Raffigurazione di Clotario II sul trono,

- 612: Morte di Teodeberto II, il suo regno passa a Teodorico II.
- 613: Morte di Teodorico II, sale al trono Sigeberto II, suo figlio, che però regnò solamente per pochi mesi, sotto la reggenza della nonna, Brunechilde. Dopo poco tempo, Clotario II invase il regno, uccidendo Sigeberto II. Brunechilde invece tentò di fuggire a Orbe, ma venne catturata e legata ad un cavallo, che venne fatto correre sino alla sua morte. Clotario II diventa re di tutti i Franchi.
- 618: Clotario II sposa Sichilde, dalla quale ha il figlio Cariberto II.

#### Regno Longobardo
- 610: Il Friuli, sotto il controllo del duca Gisulfo II del Friuli viene attaccato dagli Avari. Agilulfo, re dei longobardi, non interviene, probabilmente per lasciare che i nemici uccidessero il duca, che perseguiva una politica filo-romana.
- 611: Muore Gisulfo II del Friuli, che nonostante l'invasione rimane in mano longobarda.
- 616: Morte di Agilulfo. Sale al trono Adaloaldo.
- 617: I longobardi si liberano dal vassallaggio verso i Franchi, ai quali dovevano pagare tributi periodici.

#### Impero romano d'Oriente

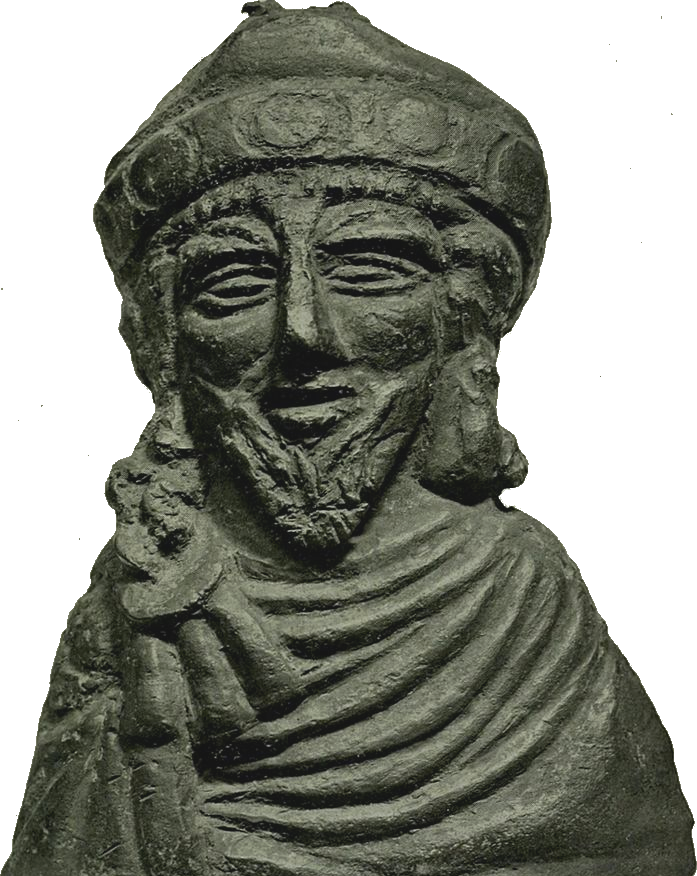
Busto raffigurante l'imperatore Foca

- 610: Culmina la guerra civile iniziata nel 608 a causa di una congiura capitanata da Eraclio I e Prisco, che entrano trionfanti a Costantinopoli. Il 5 ottobre, Eraclio, ormai già acclamato imperatore dai bizantini, fa catturare Foca e lo decapita davanti alla folla.
- 613: Tarso, la Cilicia e Damasco vengono conquistate dagli arabi.
- 614: Viene persa anche Gerusalemme.
- 617: Tessalonica viene assediata dagli Avari.
- 619: Eleuterio, l'esarca d'Italia, si ribella ad Eraclio I e si autoproclama imperatore dell'Impero romano d'Occidente. La sua rivolta però è effimera poiché verrà subito ucciso da dei soldati rimasti fedeli a Costantinopoli.

#### Regno dei Visigoti
- 610: Morte di Viterico, Diventa re Gundemaro.
- 612: Morte di Gundemaro. Diventa re Sisebuto.

### Asia

#### Penisola Arabica
- 610: Inizia formalmente l'esperienza profetica di Maometto a La Mecca.
- 614: Maometto organizza una piccola spedizione di fedeli musulmani in Etiopia.

### Altro

#### Religione
- 8 maggio 615: Morte di Papa Bonifacio IV.
- 19 ottobre 615: Diventa papa Adeodato I.
- 8 novembre 618: Morte di Papa Adeodato I.
- 23 dicembre 619: Diventa papa Bonfiacio V.

## Personaggi
- Clotario II, re dei franchi
- Foca, imperatore bizantino